# Shahryar
Akhlaq Mohammed Khan (Bareilly, 16 de junho de 1936 - Aligarh, 13 de fevereiro de 2012), também conhecido como seu pseudônimo de Shahryar, foi um poeta e acadêmico indiano, um decano da poesia de Urdu na Índia.
Khan, nascido em tehsil Aonla, Bareilly, Uttar Pradesh em um Rajput, fazia parte de uma família muçulmana. Seu pai, que foi um professor em uma escola estadual em Aonla. Ele ganhou sua primeira educação em Bulandshahr e mais tarde estudou na Universidade muçulmana de Aligarh. Recebeu o Prêmio Jnanpith em 2008.